# 2187 La Silla
2187 La Silla је астероид главног астероидног појаса чија средња удаљеност од Сунца износи 2,537 астрономских јединица (АЈ).
Апсолутна магнитуда астероида је 13,0.